# Inwałd
Inwałd – wieś w Polsce, położona w województwie małopolskim, w powiecie wadowickim, w gminie Andrychów. Znajduje się tutaj jedno ze stanowisk Skałek Andrychowskich.
Wieś znajduje się na pograniczu Beskidu Andrychowskiego (wschodnia część Beskidu Małego) i Pogórza Śląskiego, u podnóża góry Ostry Wierch. Leży na wschód od miasta Andrychowa, przy drodze krajowej nr 52, w zlewni strumienia Stawki.
W miejscowości jest przystanek kolejowy Inwałd.
| części wsi | Bieńkówka, Bór, Cherpakówka, Czerwona Ziemia, Dół, Dwór, Folwark, Głębowiec, Góra, Korcza, Kuwik, Lewkówka, Lubernia, Magierówka, Opusta, Podgóry, Przy Gościńcu, Rakowa, Sachetnik, W Rzeczkach, Zarębki. |

## Nazwa
Miejscowość ma metrykę średniowieczną i istnieje co najmniej od XIV wieku. Wymieniona w 1317 w dokumencie zapisanym w języku łacińskim jako Hoyenewaldt, 1326 Helwand, 1348 Henwald, 1430 Hynwald, 1441 Himwald, 1477 Hymwald, 1529 Hinwalth, Hynwalt, Huwalth .

## Historia
W okolicy miejscowości odkryto po raz pierwszy gatunek kopalnej rośliny z okresu dolnego dewonu z rodzaju Konioria, której nadano nazwę Konioria andrychoviensis, na cześć gminy Andrychów, do której przynależy również miejscowość Inwałd. Konioria andrychoviensis, klasyfikowana jest w botanice światowej w podgrupie zosterophyllophytina, obok roślin z rodzaju Zosterophyllum, Sciadophyton, oraz Sawdonia.
Z 1318 roku pochodzą pierwsze historyczne wzmianki o osadzie. Mieszkańcy żyli z tkactwa (działała tu samodzielna filia andrychowskiego cechu). Około 1747 roku Franciszek Czerny-Szwarzenberg ufundował utrzymany w stylu późnego baroku kościół (zakończenie budowy: 1760 roku), wewnątrz którego znalazło się epitafium fundatora. Kościół zasłynął obrazem „Matki Bożej Inwałdzkiej z Dzieciątkiem”, któremu przypisywane były cuda. W 1860 założono szkołę parafialną przeznaczając na nią 130 złr. z funduszów na organistę i gromadzkich.
W 1939 roku wieś zajął Wehrmacht. 12 grudnia 1940 roku nastąpiło pierwsze wysiedlenie miejscowej ludności, które objęło 50 rodzin. Na miejsce wysiedlonych sprowadzono osadników niemieckich ze wschodu, którzy stanowili podczas wojny 84% ludności Inwałdu. 27 stycznia 1945 roku do wsi wkroczyła Armia Czerwona.
W latach 1954–1972 wieś należała i była siedzibą władz gromady Inwałd. W latach 1975–1998 miejscowość administracyjnie należała do województwa bielskiego.

## Zabytki
Obiekt wpisany do rejestru zabytków nieruchomych województwa małopolskiego.

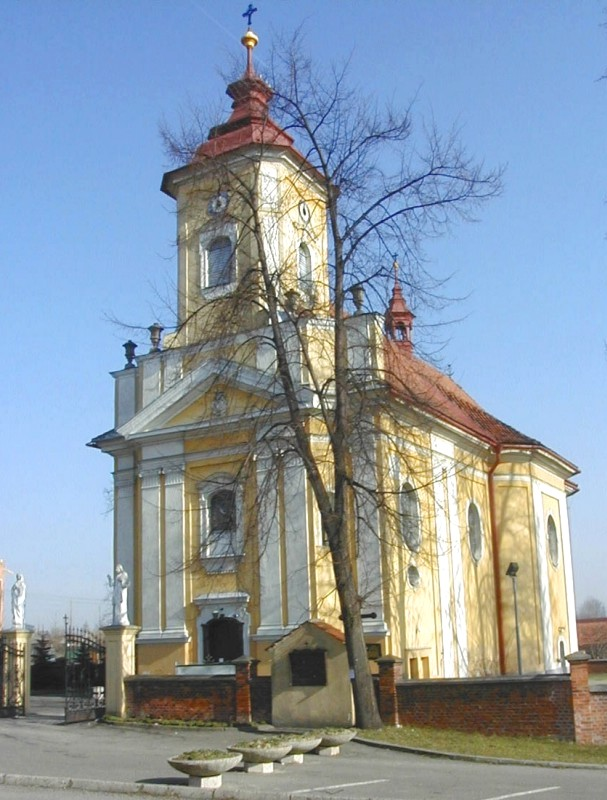
Kościół pw. Narodzenia NMP

- Zespół sakralny pw. Narodzenia NMP oraz strefa ochronna;
- zespół dworsko-parkowy, otoczenie.

## Religia
Na terenie wsi działalność duszpasterską prowadzi Kościół Rzymskokatolicki (parafia Narodzenia NMP).
W latach 20. XX wieku w Inwałdzie działał zbór Badaczy Pisma Świętego.

## Turystyka
We wsi znajduje się Park Miniatur „Świat Marzeń” usytuowany na powierzchni 45 000 m² (uruchomiony 28 kwietnia 2007 – oficjalnie otwarty miesiąc później). Można w nim oglądać miniatury najsławniejszych budowli architektonicznych świata – między innymi Big Bena, Krzywą Wieżę w Pizie, Łuk triumfalny, Statuę Wolności i plac Świętego Piotra. Na terenie Parku znajduje się wiele atrakcji lunaparkowych – Zielony Labirynt, Auto Scooter, Koło Młyńskie, Pirat, Egipt Horror Show, Kino 5D, Symulator. Park Miniatur pełen jest imponującej architektury ogrodowej i przepięknych kompozycji kwiatowych, wśród których funkcjonują punkty gastronomiczne i pamiątkowe.
26 sierpnia 2009 roku obok „Parku Miniatur” został otwarty „DINOLAND Park Rozrywki”. W otoczeniu realistycznych replik dinozaurów można tam zagrać w minigolfa, w Pétanque (gra w bule/boule, gra w kule, petanka) oraz spróbować swych sił w parku linowym zjeżdżając i przechodząc wśród replik dinozaurów na wysokości około 7 metrów. Na terenie parku działa restauracja oraz sklepik, gdzie można kupić artykuły związane z dinozaurami.
Bazę noclegową stanowi Park Hotel Łysoń oraz gospodarstwa agroturystyczne.
W Inwałdzie mają początek następujące szlaki turystyczne:
- „Małopolski Szlak Papieski” – z Inwałdu do Kleczy Górnej.
- – z Inwałdu na Groń Jana Pawła II.

## Osoby związane z Inwałdem
- Karol Adam Romer
- Franciszek Czerny-Szwarzenberg
- Maciej Stuglik
- Urszula Figwer
- Maronka

## Sport
- W Inwałdzie działa Ludowy Klub Sportowy „Huragan” Inwałd występujący obecnie w klasie okręgowej. Stan na sezon 2025/26.